# Моравско-Силезский край
Моравско-Силезский край (чеш. Moravskoslezský kraj) — административная единица Чешской республики, расположен на северо-востоке исторической области Моравия и юге Силезии. Административный центр края — город Острава.
До 2001 года назывался Остравский край.

## Географическое положение
На севере и северо-востоке край граничит с Польшей, на юго-востоке — со Словакией, дальше по часовой стрелке — с Оломоуцким и Злинским краем Чехии.
Моравско-Силезский край имеет неоднородный рельеф. На севере находятся горные массивы Грубый Есеник (Hrubý Jeseník) с самой высокой горой Моравии Прадед (Praděd) высотой 1491 метров над уровнем моря, которые переходят в более низкие предгорья. В центре региона расположена плотно заселённая равнина. На юго-востоке ландшафт снова становится гористым. Площадь края составляет 5527 квадратных километров (7 % площади территории Чехии). Более половины территории занимают сельскохозяйственные угодья, 35 % — лесистая местность. Край богат различными видами полезных ископаемых: каменный уголь, природный газ, известняк, гранит, мрамор, сланец, гипс, песок, строительная глина.

## Административное деление

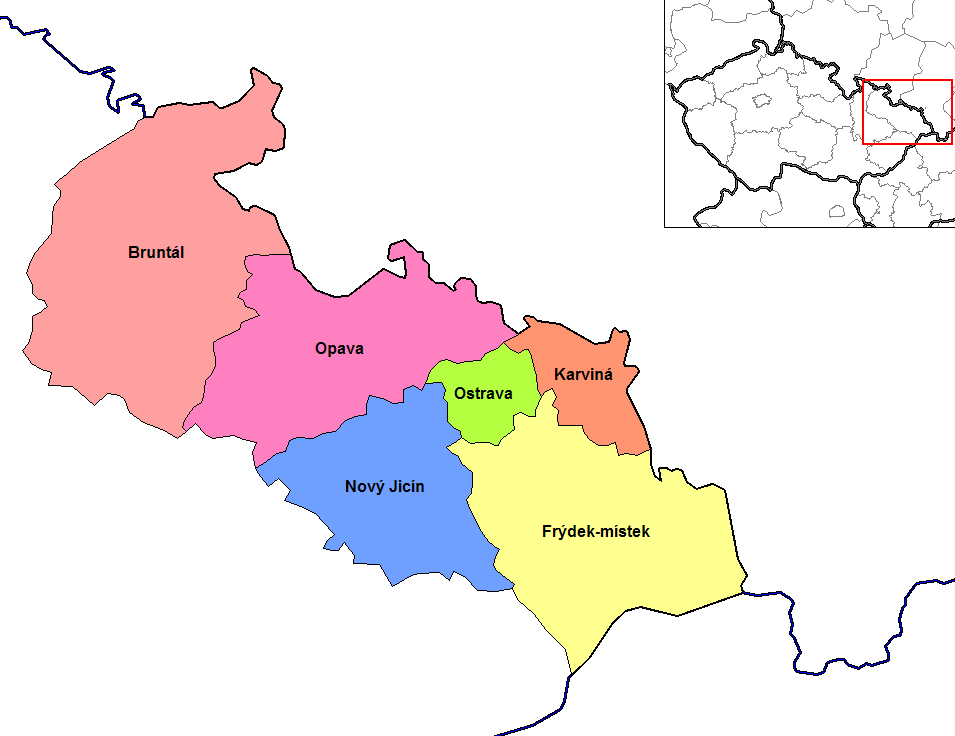
Административная карта края

Край делится на 6 районов:
| Район         | Площадь, км² | Население, чел. (2011) | Количество населенных пунктов |
| ------------- | ------------ | ---------------------- | ----------------------------- |
| Брунталь      | 1536,06      | 92 693                 | 67                            |
| Карвина       | 356,24       | 256 394                | 17                            |
| Нови-Йичин    | 881,59       | 148 074                | 54                            |
| Опава         | 1113,11      | 174 899                | 77                            |
| Острава-город | 331,53       | 326 018                | 13                            |
| Фридек-Мистек | 1208,49      | 207 756                | 72                            |

## Население
Население края составляет 1 205 834 жителей (2011). Это самый густонаселённый регион Чехии: плотность населения здесь почти вдвое выше, чем в других регионах страны. Четверть населения (23 %) живёт в городах с населением больше 5000 человек; при этом 3⁄5 населения (60 %) сосредоточено в городах с численностью свыше 20 000 жителей.

## Города
Наиболее крупные города края (по состоянию на 2022 год): Острава (279 791 жителей), Гавиржов (69 084 жителей), Карвина (49 881 жителей), Фридек-Мистек (53 899 человека), Опава (54 840 человек).
- Андельска-Гора
- Биловец
- Богумин
- Бржидлична
- Брунталь
- Брушперк
- Будишов-над-Будишовкоу
- Витков
- Вратимов
- Врбно-под-Прадедем
- Гавиржов
- Глучин
- Горни-Бенешов
- Градец-над-Моравици
- Дольни-Бенешов
- Карвина
- Климковице
- Копршивнице
- Краварже
- Крнов
- Место-Альбрехтице
- Нови-Йичин
- Одри
- Опава
- Орлова
- Острава
- Пасков
- Петршвальд
- Пршибор
- Римаржов
- Рихвальд
- Студенка
- Тршинец
- Френштат-под-Радгоштем
- Фридек-Мистек
- Фридлант-над-Остравици
- Фульнек
- Чески-Тешин
- Шенов
- Штрамберк
- Яблунков
- Янов

## Экономика и транспорт
Уже во времена Австро-Венгрии в XIX веке край являлся одним из наиболее промышленно развитых регионов центральной Европы.
В начале XXI века край занимает второе место в Чешской республике (после Праги) по уровню производства — на долю региона приходится 10,4 % валового национального продукта. Все предприятия по выплавке чугуна и 92 % производства стали в Чехии сосредоточено в Моравско-Силезском крае. Добыча каменного угля также осуществляется в этом регионе. Другие важные отрасли экономики края кроме тяжёлой промышленности — это энергетика, добыча газа, производство грузовых автомобилей, а также пищевая промышленность. В крае имеются 23 промышленных зоны. В 2006 году на территории края осуществляли деятельность 5536 иностранных фирм, наибольший вес среди которых имеют промышленные компании из Словакии (24,8 %), Польши (18,5 %) и Германии (14,5 %).
С целью развития туризма и экономического сотрудничества в крае образовано 4 еврорегиона Бескиды (Beskydy), Прадед (Praded), Силезия (Silesia) и Тешинская Силезия (Těšínské Slezsko).
В регионе отсутствуют крупные автомагистрали. До окончания строительства трассы D 47 движение автотранспорта осуществляется по магистралям Опава — Острава — Чески-Тешин — Мосты-у-Яблункова и Нови-Йичин — Фридек-Мистек — Чески-Тешин. В регионе имеется современная железнодорожная сеть. Вблизи от города Мошнов расположен международный аэропорт Острава-Мошнов (Ostrava-Mošnov).

## Туризм
На севере края развит туризм, в том числе связанный с зимними видами спорта.
Также в крае много исторических памятников, привлекающих туристов. Это исторические центры городов Пржибор, Нови-Йичин и Штрамберк, замки Градец-над-Моравици, Радунь, Краварже, Стари-Йичин, Совинец.

## Культура
В крае насчитывается 19 театров, 63 музея, 99 галерей искусства. Культурным центром региона является город Острава, в котором имеется симфонический оркестр и несколько театров. В регионе действуют технические музеи: автомобильной промышленности в Копрживнице и горнодобывающей промышленности в Острава-Петржковице.